# Jean Oudart
Pour les articles homonymes, voir Oudart.
Le frère Jean Oudart (1654-1742) est un moine bénédictin, ayant vécu à Pierry (Marne) durant 63 ans. Il travaille sur la prise de mousse avec Dom Pérignon.

## Biographie
Jean Oudart est né à Dormans non loin d'Épernay en Champagne le 5 novembre 1654 dans une famille de vignerons. Il passe son enfance auprès de sa mère Françoise Guibert, de son père, Jehan Oudart et de sa sœur, Marie, dans la demeure familiale située rue du Faubourg de Chavenay à Dormans. A 23 ans, il entre à l'abbaye bénédictine de Saint-Pierre-aux-Monts à Châlons comme frère convers. Pendant deux ans, il s'initie à la vie religieuse: prières, études, travail manuel. C'est sans doute dans ce dernier domaine que Jean Oudart montre le plus de dispositions. Aussi ne sera-t-il jamais prêtre ; il restera "Frère Convers". Le 18 juin 1679, il prononce ses vœux en français. Il est aussitôt affecté à Pierry, où une petite communauté bénédictine directement dépendante de Châlons gère les biens de l'abbaye. Il restera à ce poste pendant 63 ans, devenant au fil des ans, le principal gestionnaire.
Jean Oudart fait prospérer cet important établissement, dont les terres s'étendent sur les paroisses de Pierry, Chouilly, Avize, Cramant et Épernay. Il s'occupe de commercialiser la production de Pierry en direction de Paris et à l'étranger. On possède la trace d'une expédition en Amérique. Une lettre du négociant parisien Adam Bertin du Rocheret à son client le comte d'Artagnan en 1700 indique pour les vins des moines de Hautvilliers et de Pierry un prix deux fois plus élevé que celui des meilleurs vins de la région.
À ce moment, les vins de Champagne (dit d'Ay ou de rivière) créés aussi par Dom Pérignon commencent à être à la mode - ainsi que certains mousseux très géolocalisés rudes et bourrus - et Pierry en a produit. Aucun document ne permet de relier directement Jean Oudart à l'invention ou au perfectionnement du vin de Champagne que nous connaissons, mais de fortes présomptions sont retenues par les experts. La paroisse de Pierry dépendait de l'abbaye Saint-Pierre d'Hautvillers dont Dom Pérignon était à la même époque le curateur - procureur et on a la trace de fournitures de vin de l'exploitation monastique de Pierry à l'abbaye d'Hautvilliers. Jean Oudart a survécu 27 ans à dom Pérignon, de 15 ans son ainé et semble être le 1er à avoir été autorisé à commercialiser officiellement des bouteilles de vins mousseux. La tradition lui attribue l'introduction du liège espagnol pour les bouchons et l'invention de la liqueur de tirage. Âgé de 87 ans et demi, il décède en la maison seigneuriale le 12 mai 1742.

## Tombe

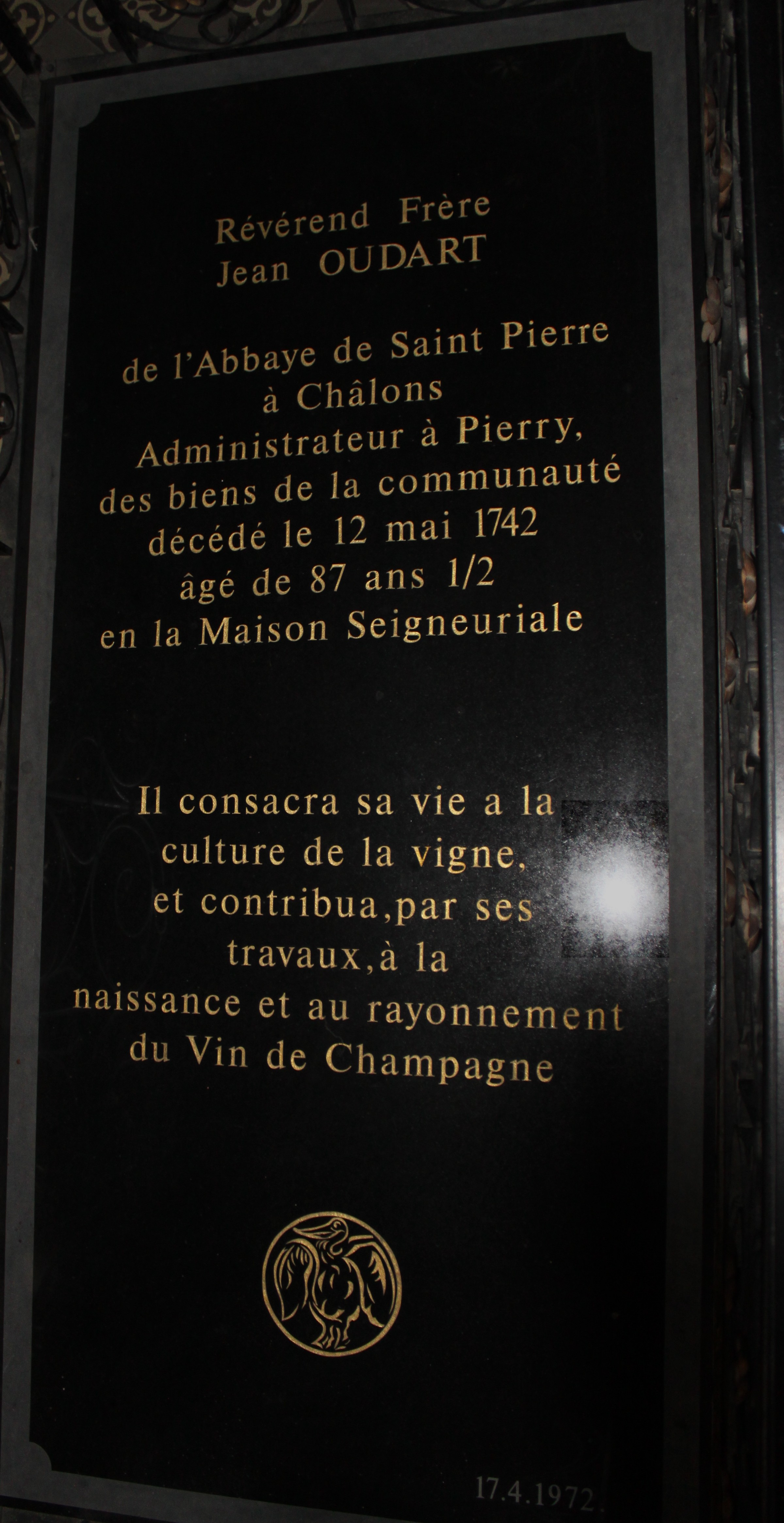
La Tombe du Frère Oudart

Le lendemain son corps est apporté dans l'église et il est inhumé dans la nef. Ce qui était contraire aux usages du temps. Il était également contraire aux usages qu'une délégation de l'abbaye d'Hautvillers (avec son procureur Dom Pierre Chedel et le sous-prieur Dom Basile Michel) se déplace pour les obsèques du frère et signe l'acte d'inhumation. Sans doute que le frère Jean Oudart grâce à sa notoriété eût un grand privilège. Cette tombe nous pose encore beaucoup de questions. Notamment, pourquoi au moment de la restauration du culte catholique, la tombe a-t-elle été effacée ? (Concordat du 16 juillet 1801).
La tombe a été retrouvée en 1972 grâce aux archives de la commune de Pierry. 
Le lundi 17 avril 1972, après avoir lu en mairie de Pierry l'acte concernant la mort du Révérend Frère Jean Oudart, le 12 mai 1742, et son inhumation le lendemain dans la nef de l'église paroissiale, Messieurs André Lemaire (chef vigneron à La Marquetterie), Robert Avart, Georges Poittevin, Albert Mathieu (Curé de Pierry) ont procédé à un travail de fouilles, dans ce qui est l'ancienne église de Pierry.
On y retrouve le squelette d'un homme mesurant environ 1,80 m, des débris de verre et un bouchon en terre cuite. Mais l'on constate très vite que la tombe a été violée de toute évidence pendant la révolution française.
La tombe du Frère Oudart est remise en ordre et l'on ajoute dans un tube de plomb :
- un compte-rendu de la découverte du 17 avril 1972
- une photocopie de l'acte de décès
- des listes de signatures de la population
- l'inventaire de la tombe signé.

## Travaux
Affecté à la "Maison de Pierry" en 1680, il y demeure toute sa vie, assurant pour le compte de Saint-Pierre-aux-Monts de Châlons, la gestion des biens de l'exploitation agricole, dont les 20 hectares de vignes sont le cœur.
Surveillant l'exploitation des vignes de Pierry, Moussy, Cramant et Chouilly, employant des dizaines de vignerons à la journée, il veille aussi personnellement à l'élaboration des vins : soutirage, collage, assemblage, application d'une recette contre la graisse des vins.
« Il faut prendre de la graine de poireaux pour dégraisser le vin ».
Les relations entre Dom Pérignon et le Frère Jean Oudart sont certaines. Saint-Pierre-aux-Monts de Châlons et Saint-Pierre d'Hautvillers sont des abbayes sœurs, de la même famille monastique, l'ordre bénédictin de la Congrégation de St-Vanne - Saint-Hydulphe de Verdun. La paroisse de Pierry dépend de l'abbaye d'Hautvillers, en ce qui concerne la dîme et Dom pérignon en tant que procureur dut venir assez souvent au presbytère de Pierry, situé en face de la Maison Seigneuriale où logeait le Frère Oudart. Pendant 32 ans, ils travaillèrent dans le même esprit soucieux de faire le meilleur vin possible.
Le Frère Jean Oudart est un véritable chef de maison de champagne et se préoccupe du commerce de son vin mousseux à destination de la haute société parisienne. Sachant que les vins les plus excellents se vendent de 400 à 500 livres la queue (400 litres environ). Le vin médiocre est vendu de 150 livres à 200 livres. Puis ceux d'Hautvillers et de Pierry sont vendus de 800 à980 livres la queue. Cela témoigne à quel point les vins de Hautvillers et Pierry étaient réputés.

## Renommée
Malgré sa position sociale modeste, puisqu'il n'était ni noble ni prêtre, Jean Oudart est considéré comme le fondateur à Pierry de la première maison de Champagne qui produit et commercialise le vin de Champagne.
Aujourd'hui, la maison de Champagne installée à Pierry a embauché la mémoire du Frère Oudart pour son marketing, en affirmant qu'elle a été fondée par un de ses contemporains. Une rue à Châlons-en-Champagne porte son nom . Les textes de vulgarisation l'appellent parfois dom Oudart comme s'il avait été moine de son abbaye.

## La Maison Bénédictine
Gaucher de Châtillon vend ses terres de Pierry, Saint-Julien,Choisel et les Aulnois aux religieux de Saint-Pierre-aux-Monts de Châlons, en septembre 1326.
Au cours des siècles, l'abbaye étend son domaine en achetant, moulins, parcelles de terre et de vignes portant sa superficie à 40 arpents soit environ 17 hectares. Les Bénédictns sont considérés comme les seigneurs des terres, mais ne touchent que peu de redevances. A Pierry, ne résident que quelques frères gérant l'exploitation et dirigent les paysans qui y travaillent. Au XVIIIe, le travail de la vigne prend de l'importance grâce à sa notoriété grandissante du Vin de Champagne.
La Maison Bénédictine est composée d'un cellier d'un corps principal de 33 m de long et de 7 m de large. Il correspond au cellier où le Frère Oudart a exercé. Les grandes dimensions de ce bâtiment, rénové en 1719, attestent de l'importance des activités viti-vinicoles de la Communauté.

## Le Jardin de la Maison Bénédictine
A la Révolution Française, ce jardin et les autres biens des bénédictins sont vendus. La commune de Pierry l'acquiert avec la maison bénédictine en 1999, puis lui redonne son aspect originel suivant les plans de l'époque. Situé dans l'enclos du cellier, c'est un lieu monacal de prière et de méditation, ceinturé de buis et traversé par deux allées en formes de croix.

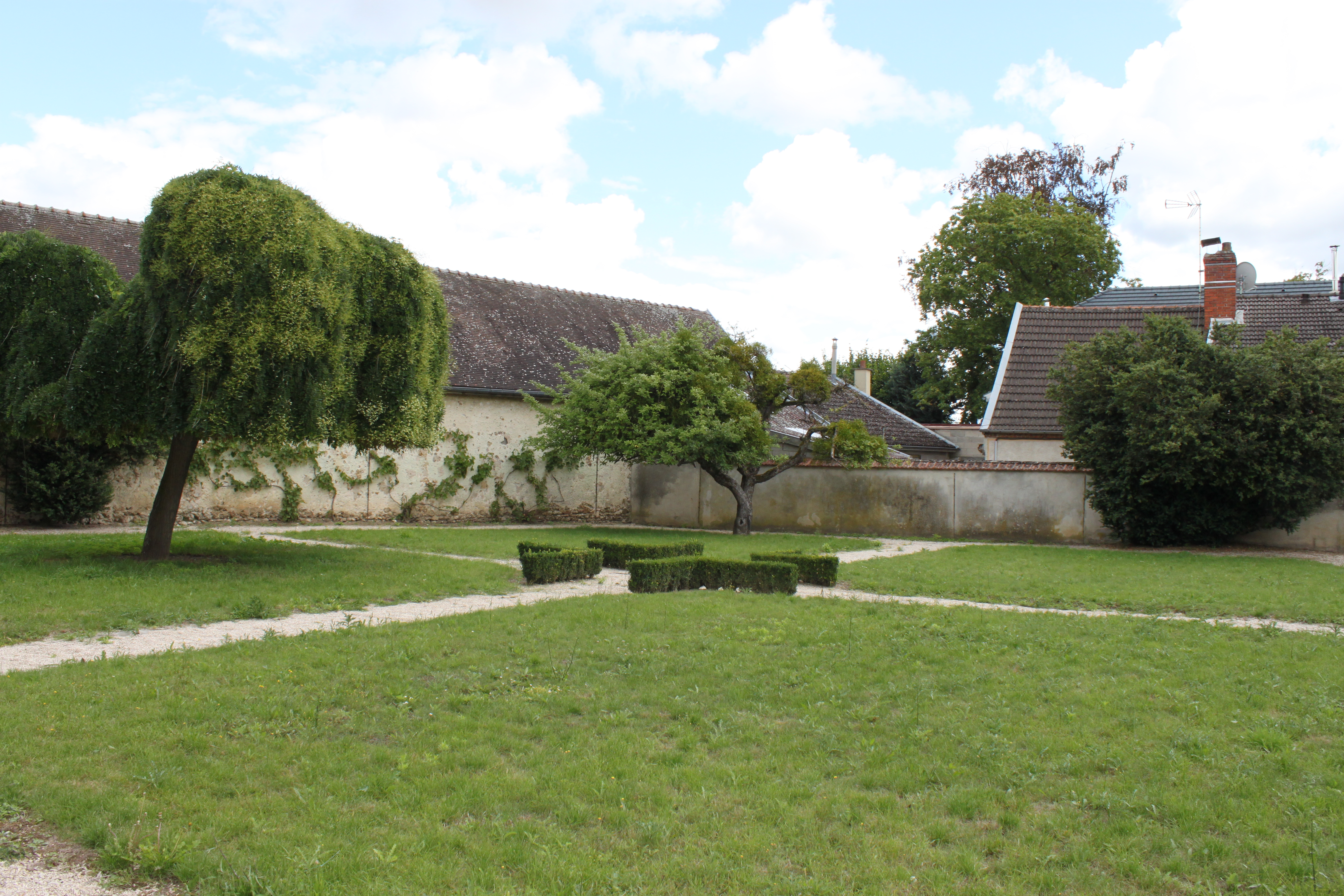
Jardin de la Maison Bénédictine